# Trung Quốc năm 2023
Dưới đây là sự kiện trong năm tại Trung Quốc 2023.

## Sự kiện

### Tháng 1
- 8 tháng 1: 
  - Đại dịch COVID-19: Trung Quốc sẽ dỡ bỏ các yêu cầu kiểm dịch đối với du khách quốc tế để chuyển sang giai đoạn sống chung với dịch.[1]
  - Trung Quốc tuyên bố sẽ mở cửa biên giới đối với Đặc khu hành chính Hồng Kông, chấm dứt 3 năm hạn chế đã cô lập trung tâm tài chính này với Trung Quốc đại lục.[2]
  - Ít nhất 17 người chết và 22 người bị thương khi một chiếc xe tải đâm vào đám tang ở huyện Nam Xương, Giang Tây.[3]

### Tháng 2
- 12 tháng 2: Sự kiện vật thể tầm cao Sơn Đông 2023: Trung Quốc đã phát hiện một vật thể bay không xác định trên Biển Hoàng Hải và cảnh báo rằng họ chuẩn bị bắn hạ vật thể này. Cục phát triển Hàng hải Thanh Đảo đưa ra cảnh báo cho ngư dân trong vùng biển phải cảnh giác cao độ và tránh rủi ro xảy ra.[4]

### Tháng 3
- 10 tháng 3: Bầu cử chủ tịch nước Cộng hòa Nhân dân Trung Hoa năm 2023: Đại hội đại biểu Nhân dân toàn quốc nhất trí bầu lại Tập Cận Bình làm Chủ tịch Cộng hòa Nhân dân Trung Hoa cho nhiệm kỳ thứ ba.[5]

### Tháng 6
- 28 tháng 6: Nguyên Phó Chủ tịch Chính hiệp tỉnh Cát Lâm Trương Hiểu Bái hôm 28/6 đã bị khai trừ khỏi Đảng Cộng sản Trung Quốc vì vi phạm kỷ luật nghiêm trọng.[6]